# Erich Weigelin
Erich Weigelin (* 18. Dezember 1916 in Tübingen; † 17. März 2010 in Warstein) war ein deutscher Ophthalmologe und Hochschullehrer.

## Leben
Nach dem Abitur in Stuttgart (1935) und dem Arbeitsdienst begann Weigelin an der Eberhard-Karls-Universität Medizin zu studieren. 1936 wurde er im Corps Franconia Tübingen aktiv. Als Inaktiver wechselte er an die Universität Rostock, die Ludwig-Maximilians-Universität München und die Universität Lausanne. 1940 wurde er in Tübingen zum Dr. med. promoviert. Zum Heer (Wehrmacht) einberufen, wurde er von 1941 bis 1945 in Lazaretten in Deutschland, Russland und Norwegen eingesetzt. 1943 stieß er in Smolensk auf Hans Karl Müller, der bei der 4. Armee (Wehrmacht) die größte deutsche Augenklinik mit 600 Betten leitete. Unter seinem Einfluss entschloss sich Erich Weigelin 1946, nicht die Nachfolge seines Vaters in der Stuttgarter Augenklinik anzutreten. Vielmehr folgte er Müllers Einladung, als Assistent an die Augenklinik der Rheinischen Friedrich-Wilhelms-Universität zu gehen. Dort habilitierte er sich 1950. 1953 gründete er mit seinem Chef das Klinische Institut für Experimentelle Ophthalmologie an der Bonner Augenklinik. Er wurde 1956 zum apl. Professor ernannt und 1964 als Extraordinarius und Direktor des Instituts berufen. Er erhielt 1966 einen Lehrstuhl und wurde 1982 emeritiert.

## Werke
mit André Lobstein: Ophthalomdynamometrie. S. Karger, Basel 1962.